# Михил де Ројтер
Михил Адриансзон де Ројтер (хол. Michiel Adriaenszoon de Ruyter; Флисинген, 24. март 1607 — Сиракуза, 29. април 1676) био је холандски адмирал. Де Ројтер је најпознатији поморски херој у историји Холандије и сматра се највећим адмиралом свог времена. Побожног Де Ројтера волели су његови морнари и војници од којих је и добио надимак Bestevaêr (у преводу, деда).
Нема много података о његовом детињству, међутим, сматра се да је постао морнар у једанаестој години. Године 1622, учествовао је као мускетар у опсади града Бергена на Зоми (хол. Bergen op Zoom) који је током Осамдесетогодишњег рата био у рукама Шпанске Низоземске. Након тога се вратио пловидби. Године 1631, оженио је Мајке Велдерс, међутим, њихов брак је кратко трајао јер му је супруга умрла приликом порођаја крајем те године. Након тога, у периоду од 1633. до 1635. био је поморски официр на броду Groene Leeuw (Зелени лав) и учествовао је у лову на китове. Кормилар је постао годину дана касније.
Де Ројтер се посебно истакао у Англо-холандским ратовима који су вођени између Енглеске и Низоземске републике у 17. и 18. веку. Де Ројтер је предводио више од 27 битака током ових ратова. Године 1673, од Вилема III Оранског за своје војне успехе добија највиши чин генерал-адмирала холандске флоте. Краја рата са Енглеском озваничен је Вестминстерским договором из 1674. године. Међутим, борба са Французима се наставља. Де Ројтер је са на челу ескадре од 20 бродова кренуо у Средоземно море где је водио више битака са новом француском флотом којом је комадовао маркиз од Бушеа адмирал Абрахам Дукизн. Током битке код Аугусте на Сицилији 22. априла 1676. године Михил де Ројтер је смртно рањен на свом адмиралском броду „Ендгарт“. 
Данас многе улице у Холандији носе његово име.